# Dama i Skitnica 2: Švrćina pustolovina
Dama i Skitnica 2: Švrćina pustolovina (engl. Lady and the Tramp II: Scamp's Adventure) je američki animirani direct-to-video pustolovni film iz 2001. godine, kojeg je producirao Disney Television Animation u Australiji, i nastavak filma Dama i Skitnica iz 1955. godine.

## Uloge
- Scott Wolf kao Scamp (dijalog)
  - Roger Bart kao Scamp (pjeva)
- Alyssa Milano kao Angel (dijalog)
  - Susan Egan kao Angel (pjeva)
- Chazz Palminteri kao Buster
- Jeff Bennett kao Skitnica, Bero i Vjeran
- Jodi Benson kao Dama
- Bill Fagerbakke kao Mooch
- Mickey Rooney kao Sparky
- Cathy Moriarty kao Ruby
- Bronson Pinchot kao Francois
- Debi Derryberry i Kath Soucie kao Annette, Danielle, i Colette
- Rob Paulsen kao Otis
- Nick Jameson i Barbara Goodson kao Drago i Zlata
- Andrew McDonough kao Junior
- Tress MacNeille kao Teta Sarah
- Mary Kay Bergman i Tress MacNeille kao Si i Am
- Jim Cummings kao Toni
- Michael Gough kao Joe
- Frank Welker kao Reggie
- April Winchell kao Mrs. Mahoney

## Vanjske poveznice
- Dama i Skitnica 2: Švrćina pustolovina u internetskoj bazi filmova IMDb-a (engl.)